# Randu
Randu is een bestuurslaag in het regentschap Batang van de provincie Midden-Java, Indonesië. Randu telt 3243 inwoners (volkstelling 2010).